# Соколовий Вячеслав Петрович
Соколовий Вячеслав Петрович (нар. 9 травня 1975, с. Плебанівка Шаргородського району Вінницької області) — український політик, прокурор та підприємець, Голова Вінницької обласної ради 8 скликання (з 20 листопада 2020 року).

## Біографічні відомості
З 1997 до 2019 року служив в органах прокуратури. У 2014–2019 роках працював на посаді прокурора Вінницької області.
На час місцевих виборів 2020 року — заступник голови фермерського господарства «Плебанівський сад» у рідному селі.
На виборах до Вінницької обласної ради балотувався в окрузі № 2 від «Української стратегії Гройсмана», де набрав 2921 голос виборців.
20 листопада 2020 року на першому засіданні Вінницької обласної ради 8 скликання 68 голосами депутатів обраний головою ради.